# Gábor Gergely
Gábor Gergely (ur. 21 czerwca 1953 w Budapeszcie) – węgierski tenisista stołowy, dwukrotny mistrz świata, czterokrotny mistrz Europy.
Czterokrotnie zdobywał medale podczas mistrzostw świata, a największe sukcesy odniósł w 1975 roku w Kalkucie zostając mistrzem świata w grze podwójnej (w parze z Istvánem Jónyerem) oraz podczas mistrzostw w 1979 roku w Pjongjangu, gdzie w turnieju drużynowym sięgnął również po złoto.
W mistrzostwach Europy dziewięciokrotnie zdobywał medale. Dwukrotnie był mistrzem Starego Kontynentu drużynowo oraz jeden raz w grze pojedynczej i podwójnej. Najbardziej udane były dla niego mistrzostwa Europy w Duisburgu (1978) podczas których trzykrotnie wywalczył tytuł mistrzowski (w singlu, deblu i drużynowo).
Zwycięzca Europa Top 12 w Pradze (1978).